# Aloners
Aloners (en hangul 혼자 사는 사람들; RR honja saneun saramdeul, lit. 'personas que viven solas') es una película surcoreana de 2021, escrita y dirigida por Hong Sung-eun, y protagonizada por Gong Seung-yeon, Jeong Da-eun y Seo Hyun-woo.

## Sinopsis
Ji-na es la mejor empleada del centro de atención al cliente de una empresa de tarjetas de crédito. Evita entablar relaciones estrechas y, por eso, elige vivir y trabajar sola. Jina se siente cómoda en su estilo de vida solitario hasta que su irritante vecino, que intentaba acercarse a ella, aparece muerto a los pocos días. A partir de ese momento, muchas personas que había decidido ignorar empiezan a molestarla: su padre, que la acosa por la herencia de su madre; Su-jin, una nueva compañera que es pesada pero simpática, y el despreocupado Seong-hoon, su nuevo vecino.

## Reparto
- Gong Seung-yeon como Jin-ah.
- Jung Da-eun como Soo-jin.
- Seo Hyun-woo como Seong-hoon.
- Kim Mo-beom como el vecino de al lado.
- Kim Hae-na como la jefa de equipo.
- Byun Jin-soo como un amigo de Seong-hoon.
- Jeong Seong-min como un amigo de Seong-hoon.
- Park Dong-wook como Ju-min, asistente a los ritos ancestrales.
- Kim Hyun-sik como oficial de policía.
- Ahn Jung-bin como policía vestido de civil.
- Kim Gwi-rye como la madre.
- Park Jung-hak como el padre (aparición especial).

## Estreno
La película se exhibió en el 22.º Festival Internacional de Cine de Jeonju a principios de mayo de 2021. El 19 de mayo se estrenó en sala en Corea del Sur. Fue vista por 12 447 espectadores, con una taquilla de 110 millones de wones.
En septiembre de 2021 participó en el 46.º Festival Internacional de Cine de Toronto (sección Discovery), y en el 69.º Festival Internacional de Cine de San Sebastián (sección Nuevos Directores).

## Producción
Aloners es la primera película de su directora Hong Sung-eun. En la presentación previa en el Festival de Toronto, señaló que ella misma había sido una persona que había apostado por la vida solitaria; esa experiencia de vida queda reflejada en la escritura de la película. Ella describe la motivación que hay tras la historia de Jin-ah: «el carácter de Jin-ah se deriva de mi miedo a ser lastimado por otros, por lo tanto, para contrarrestar la soledad, elegí escuchar ruidos de dispositivos. Un día, me topé con un documental sobre la muerte solitaria y terminé llorando profusamente sin motivo. Me hizo repensar la idea de vivir solo, ya que darme cuenta de morir solo era aterrador. Jin-ah es el personaje que encapsula todos estos pensamientos.»

## Recepción crítica
William Schwartz (HanCinema) cree que «como estudio de personajes, Aloners es realmente fascinante», pero que carece de una historia que contar: parece que la directora apunta a desarrollar la trama en algunos momentos, pero todos ellos terminan en nada.
Para Aviva Dove-Viebahn (MSMagazine), Aloners es «una película introspectiva, a la vez apasionante y melancólica, pero salpicada de momentos de humor, [...] un retrato conmovedor de las jaulas que construimos para nosotros mismos, y se pregunta cómo y cuándo queremos liberarnos de ellas».

## Premios
Ha sido premiada en algunos festivales asiáticos y europeos sobre todo la actuación de Gong Seung-yeon.
| Año  | Premio                                                    | Categoría                                     | Candidato       | Resultado | Ref.                |
| ---- | --------------------------------------------------------- | --------------------------------------------- | --------------- | --------- | ------------------- |
| 2021 | 22.º Festival Internacional de Cine de Jeonju             | Mejor actriz                                  | Gong Seung-yeon | Ganadora  | [ 9 ] [ 13 ] [ 14 ] |
| 2021 | 22.º Festival Internacional de Cine de Jeonju             | CGV Arthouse Award Distribution Support Prize | Hong Sung-eun   | Ganadora  | [ 9 ] [ 13 ] [ 14 ] |
| 2021 | 15.º Premios Asian Film                                   | Mejor debutante                               | Gong Seung-yeon | Nominada  | [ 15 ]              |
| 2021 | 42.º Premios de Cine Blue Dragon                          | Mejor actriz revelación                       | Gong Seung-yeon | Ganadora  | [ 16 ]              |
| 2021 | 41.º Premios de la Asociación Coreana de Críticos de Cine | Mejor actriz revelación                       | Gong Seung-yeon | Ganadora  | [ 17 ]              |
| 2021 | 39.º Festival de Cine de Turín                            | Mejor actriz                                  | Gong Seung-yeon | Ganadora  | [ 12 ] [ 18 ]       |